# Huining
Huining (pronunciado en chino como Juéi-Níng) es un condado urbano bajo la administración directa de la ciudad-prefectura de Baiyin en la provincia de Gansu, República Popular China, con una población censada en noviembre de 2010 de 541 273 habitantes.
Se encuentra situado al este de la provincia, cerca de la frontera con la región autónoma de Ningxia y del río Amarillo (Huang He).